# Õ
Az Õ (kisbetűs alakja : õ), kiejtve O tildével, az apalí, az észt, a guarani, az umbundu, az odual, a portugál, a csourama, a vietnámi és a zarma nyelvek egyik grafémája. Az O betűből és a tilde diakritikus jelből áll.

## Használata
Az O tildével általában a hátul képzett, félig zárt ajakkerekítéses vagy a hátul képzett, félig nyitott ajakkerekítéses, mindkét esetben nazális magánhangzó, az õ vagy az ɔ̃ jelölésére szolgál.
A franciában az õ csak jövevényszavakban fordul elő, és nem tekintik az ábécé részének.
Az ófrancia kéziratokban néhány helyen az on vagy az om helyén fordul elő.
A vietnámi nyelvben a tilde a hangsúlyt jelöli, az o pedig a félig nyitott ajakkerekítéses hang, az ɔ lejegyzésére szolgál.
Az észtben az õ az ɤ lejegyzésére szolgál. Ez az ábécé 24. betűje, a V és az Ö között helyezkedik el. A võroban ugyanilyen a hang kiejtése.

## Informatikai megjelenítés
Az O tildével a következőképpen jeleníthető meg az Unicodeban: 
- Szétbontásos módszer (Latin-1 kiegészítő tábla):

| Fajta    | Megjelenítés | Kódolása | Leírása                    |
| -------- | ------------ | -------- | -------------------------- |
| Nagybetű | Õ            | U+00D5   | Nagy nyomtatott O tildével |
| Kisbetű  | õ            | U+00F5   | Kis nyomtatott o tildével  |

## Lásd még
- Tilde
- Latin ábécé
- O

## Fordítás
Ez a szócikk részben vagy egészben  a(z)   Õ című francia Wikipédia-szócikk ezen változatának fordításán alapul.  Az eredeti cikk szerkesztőit annak laptörténete sorolja fel. Ez a jelzés csupán a megfogalmazás eredetét és a szerzői jogokat jelzi, nem szolgál a cikkben szereplő információk forrásmegjelöléseként.